# Trans States Airlines

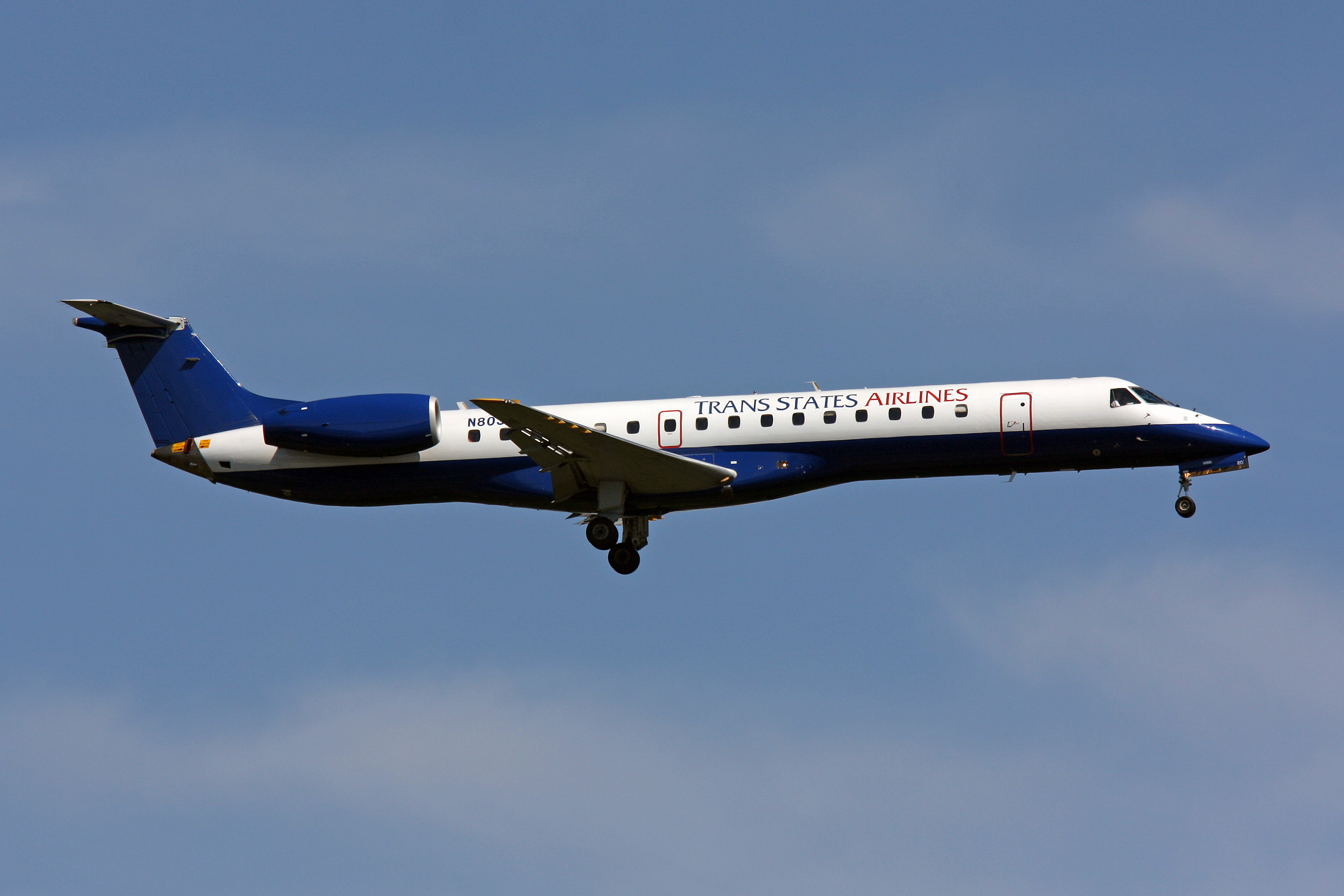
Appareil de Trans States Airlines (2009)

Trans States Airlines (code AITA : AX ; code OACI : LOF) est une compagnie aérienne américaine, la 6e plus importante compagnie régionale privée aux États-Unis. Créée en 1985 pour alimenter Trans World Airlines (TWA), à partir de son hub de Saint-Louis, la compagnie s'est transformée en compagnie régionale alimentant les vols d'American Airlines (programme American Eagle) et de United Airlines (programme United Express).
En 2017, Trans States Airlines transportait par an plus de 3,5 millions de passagers sur environ 237 vols quotidiens vers plus de 80 destinations aux États-Unis et au Canada.
Conséquence de la crise de la Covid, Trans States Airlines a cessé toutes ses activités le 1er avril 2020.

## Histoire
- 1982 : Resort Air est créée dans le Missouri.
- 1983 : Resort Air obtient le certificat aérien et commence ses vols.
- 1985 : Resort Air signe un accord avec Trans World Airlines et commence à voler comme Trans World Express. La flotte de Trans World Express consiste alors en 15 Metro II et 4 Metro III desservant 6 villes dans le Missouri et l'Illinois.
- 1986 : Trans World Express inaugure l'ATR 42.
- 1989 : Resort Air Inc. change son nom en Trans States Airlines. Trans States Airlines commence ses vols comme USAir Express à Los Angeles avec un Jetstream J32.

## Flotte
Au mois de mars 2018, Trans States Airlines exploite les appareils suivants:
| Appareils         | En service | Commandes | Passagers | Opérés pour           | Notes                             |
| ----------------- | ---------- | --------- | --------- | --------------------- | --------------------------------- |
| Embraer ERJ-145LR | 1          | —         | 50        | United Express        | Sera remplacé par un appareil XR  |
| Embraer ERJ-145LR | 1          | —         | 50        | Trans States Airlines |                                   |
| Embraer ERJ-145LR | 18         | —         | 50        | American Eagle        |                                   |
| Embraer ERJ-145XR | 36         | —         | 50        | United Express        |                                   |
| Mitsubishi MRJ90  | —          | 20        | 76        | —                     | Les livraisons débuteront en 2020 |
| Total             | 56         | 20        |           |                       |                                   |